# Sleman (plaats)
Sleman is een plaats in Indonesië. Het is gelegen in de bijzondere provincie Jogjakarta. Sleman ligt aan de weg tussen Yogyakarta en Magelang.